# Division 1 (Bélgica) 2000-01
La Primera División de Bélgica 2000/01 fue la 98.ª temporada de la máxima competición futbolística en Bélgica.

## Tabla de posiciones
| Pos | Equipo                    | PJ | PG | PE | PP | GF | GC | Pts | DG  | Notas                                                 |
| --- | ------------------------- | -- | -- | -- | -- | -- | -- | --- | --- | ----------------------------------------------------- |
| 1   | R.S.C. Anderlecht         | 34 | 25 | 8  | 1  | 88 | 25 | 83  | +63 | Clasificado a la Liga de Campeones de la UEFA 2001-02 |
| 2   | Club Brugge               | 34 | 23 | 9  | 2  | 83 | 24 | 78  | +59 | Clasificado a la Copa de la UEFA 2001-02              |
| 3   | Standard Liège            | 34 | 16 | 12 | 6  | 71 | 44 | 60  | +27 | Clasificado a la Copa de la UEFA 2001-02              |
| 4   | KSC Lokeren               | 34 | 16 | 9  | 9  | 58 | 41 | 57  | +17 | Clasificado a la Copa Intertoto de la UEFA 2001       |
| 5   | K.A.A. Gent               | 34 | 16 | 9  | 9  | 61 | 49 | 57  | +12 | Clasificado a la Copa Intertoto de la UEFA 2001       |
| 6   | K.F.C. Germinal Beerschot | 34 | 17 | 3  | 14 | 62 | 53 | 54  | +9  |                                                       |
| 7   | R.E. Mouscron             | 34 | 15 | 8  | 11 | 63 | 49 | 53  | +14 |                                                       |
| 8   | K.V.C. Westerlo           | 34 | 15 | 8  | 11 | 61 | 53 | 53  | +8  | Clasificado a la Copa de la UEFA 2001-02              |
| 9   | R. Charleroi S.C.         | 34 | 14 | 5  | 15 | 51 | 65 | 47  | -14 |                                                       |
| 10  | Lierse S.K.               | 34 | 12 | 7  | 15 | 44 | 51 | 43  | -7  |                                                       |
| 11  | K.R.C. Genk               | 34 | 11 | 9  | 14 | 45 | 51 | 42  | -6  |                                                       |
| 12  | R. Antwerp F.C.           | 34 | 11 | 7  | 16 | 38 | 45 | 40  | -7  |                                                       |
| 13  | K. Sint-Truidense V.V.    | 34 | 9  | 8  | 17 | 44 | 54 | 35  | -10 |                                                       |
| 14  | K.S.K. Beveren            | 34 | 9  | 8  | 17 | 30 | 64 | 35  | -34 |                                                       |
| 15  | R.A.A. Louviéroise        | 34 | 6  | 12 | 16 | 32 | 56 | 30  | -24 |                                                       |
| 16  | K.S.C. Eendracht Aalst    | 34 | 7  | 8  | 19 | 33 | 65 | 29  | -32 |                                                       |
| 17  | KRC Harelbeke             | 34 | 8  | 4  | 22 | 36 | 79 | 28  | -43 | Descenso a la Division II                             |
| 18  | Y.R. K.V. Mechelen        | 34 | 4  | 10 | 20 | 40 | 72 | 22  | -32 | Descenso a la Division II                             |

PJ = Partidos jugados; PG = Partidos ganados; PE = Partidos empatados; PP = Partidos perdidos; GF = Goles a favor; GC = Goles en contra; Pts = Puntos; DG = Diferencia de goles